# David Weill
David Weill (Estados Unidos, 25 de octubre de 1941) fue un atleta estadounidense, especializado en la prueba de lanzamiento de disco en la que llegó a ser medallista de bronce olímpico en 1964.

## Carrera deportiva
En los JJ. OO. de Tokio 1964 ganó la medalla de bronce en el lanzamiento de disco, llegando hasta los 59.49 metros, tras su compatriota Al Oerter que con 61.00 m batió el récord olímpico, y el checoslovaco Ludvik Danek (plata con 60.52 m).